# Riversleigh
Riversleigh è un'area ampia 100 km² che si trova nel Queensland nord-occidentale, in Australia. Qui è stato trovato un enorme numero di fossili risalenti all'oligocene e al pliocene.
Questo sito è stato inserito nell'elenco dei Patrimoni dell'umanità dell'UNESCO nel 1994 e fa parte del Parco nazionale Boodjamulla.
I fossili di Riversleigh sono intrappolati in formazioni calcaree, formatesi in tempi remoti nelle pozze d'acqua dolce che abbondavano in questa zona; questa regione australiana infatti ha subito enormi cambiamenti nel tempo, da un'antica foresta pluviale all'odierno ambiente semi-arido. Nel sito sono state identificate 35 specie fossili di pipistrello, il che lo rende il più ricco del mondo da questo punto di vista.
A Riversleigh è inoltre stato trovato il teschio con la dentatura quasi completa di un antico monotreme (Obdurodon), ordine di cui fanno parte gli odierni ornitorinchi, ritrovamento che apre una finestra sulla particolare evoluzione di questo mammifero endemico dell'Australia. Oltre a questo sono stati trovati rari fossili di alcuni parenti del tilacino, un marsupiale noto come Tigre della Tasmania.
Tra gli altri animali trovati a Riverslake ci sono: leoni marsupiali, cacatua, ratti canguro, wombat, bandicoot, il primo fossile mai registrato della famiglia degli Orthonychidae e antichi progenitori degli odierni coccodrilli.